# Bill van Dijk
Willem Edsger (Bill) van Dijk (Rótterdam, 22 de diciembre de 1947) es un cantante y actor holandés.

## Carrera
Dijk ha participado en diversas producciones musicales, series, y películas, en los Países Bajos. También ha puesto voces en la serie infantil Sesamstraat, versión holandesa de Barrio Sésamo. 
Es famosa su interpretación de Het Wilhelmus (himno nacional de los Países Bajos) que es tocado en infinidad de ocasiones en los estadios de fútbol.

## Festival de Eurovisión
En 24 de febrero de 1982, participó en la selección que se celebró en Scheveningen para elegir representante en el Festival de Eurovisión. Allí fue escogido ganador frente a otros dos participantes. Participó en el Festival de la Canción de Eurovisión 1982 que tuvo lugar en Harrogate, Reino Unido, el 24 de abril, con la canción "Jij en ik" ("Tú y yo"), con letra de Liselore Gerritsen, música de Dick Bakker y arreglos de Peter Schön. Recibió solo 8 puntos y se clasificó en 16º puesto de un total de 18 países.

## Filmografía

### Series
- 1976 Sesamstraat
- 1979 Duel in de diepte
- 1987 Pompy de Robodoll
- 1991 Alfred J. Kwak
- 1991-1992 Spijkerhoek
- 1990-1992 Goede tijden, slechte tijden
- 2005 Koefnoen
- 2007 Van Speijk

### Películas
- 1971 Daniel
- 1971 Blue Movie
- 1979 Een kannibaal als jij en ik
- 1980 Lieve jongens
- 1981 Hoge hakken, echte liefde
- 1985 Maria Magdalena
- 1985 Pompy de Robodoll
- 2002 Billy's Bad
- 2010 De grote stad (corto)